# Khawaja Nazimuddin
Khawaja Nazimuddin (in urdu خواجہ ناظم الدین; Dacca, 19 luglio 1894 – Dacca, 22 ottobre 1964) è stato un politico pakistano, di origine bengalese.

## Biografia
È stato Primo ministro del Pakistan dall'ottobre 1951 all'aprile 1953.
Dal settembre 1948 all'ottobre 1951 è stato Governatore generale del Pakistan.
Inoltre dall'aprile 1943 al marzo 1945 ha ricoperto il ruolo di Primo ministro del Bengala, mentre dall'agosto 1947 al settembre 1948 quello di Primo ministro del Bengala orientale.